# Campeonato Mundial de Esgrima de 1992
O Campeonato Mundial de Esgrima de 1992 foi a 55ª edição do torneio organizado pela Federação Internacional de Esgrima (FIE) entre 10 de julho a 12 de julho de 1992. O evento foi realizado em Havana, Cuba, reunindo apenas eventos não olímpicos. 

## Resultados
Os resultados foram os seguintes. 
Feminino
| Evento            | Ouro                                                                       | ' Prata                                                                                | Bronze                                                                |
| Espada individual | Hungria · Mariann Horváth                                                  | França · Sophie Moressée-Pichot                                                        | Países Baixos · Pernette Osinga                                       |
| Espada individual | Hungria · Mariann Horváth                                                  | França · Sophie Moressée-Pichot                                                        | CEI · Maria Mazina                                                    |
| Espada por equipe | Hungria · Mariann Horváth · Marina Várkonyi · Tímea Nagy · Zsuzsanna Szőcs | Alemanha · Renate Riebandt-Kaspar · Dagmar Ophardt · Imke Duplitzer · Eva-Maria Ittner | Itália · Laura Chiesa · Elisa Uga · Corinna Panzeri · Saba Amendolara |

## Quadro de medalhas
| Ordem | País          | Medalha de ouro | Medalha de prata | Medalha de bronze |   |
| ----- | ------------- | --------------- | ---------------- | ----------------- | - |
| 1     | Hungria       | 2               |                  |                   | 2 |
| 2     | França        |                 | 1                |                   | 1 |
|       | Alemanha      |                 | 1                |                   | 1 |
| 4     | CEI           |                 |                  | 1                 | 1 |
|       | Itália        |                 |                  | 1                 | 1 |
|       | Países Baixos |                 |                  | 1                 | 1 |
| TOTAL | TOTAL         | 2               | 2                | 3                 | 7 |